# Ockenfels

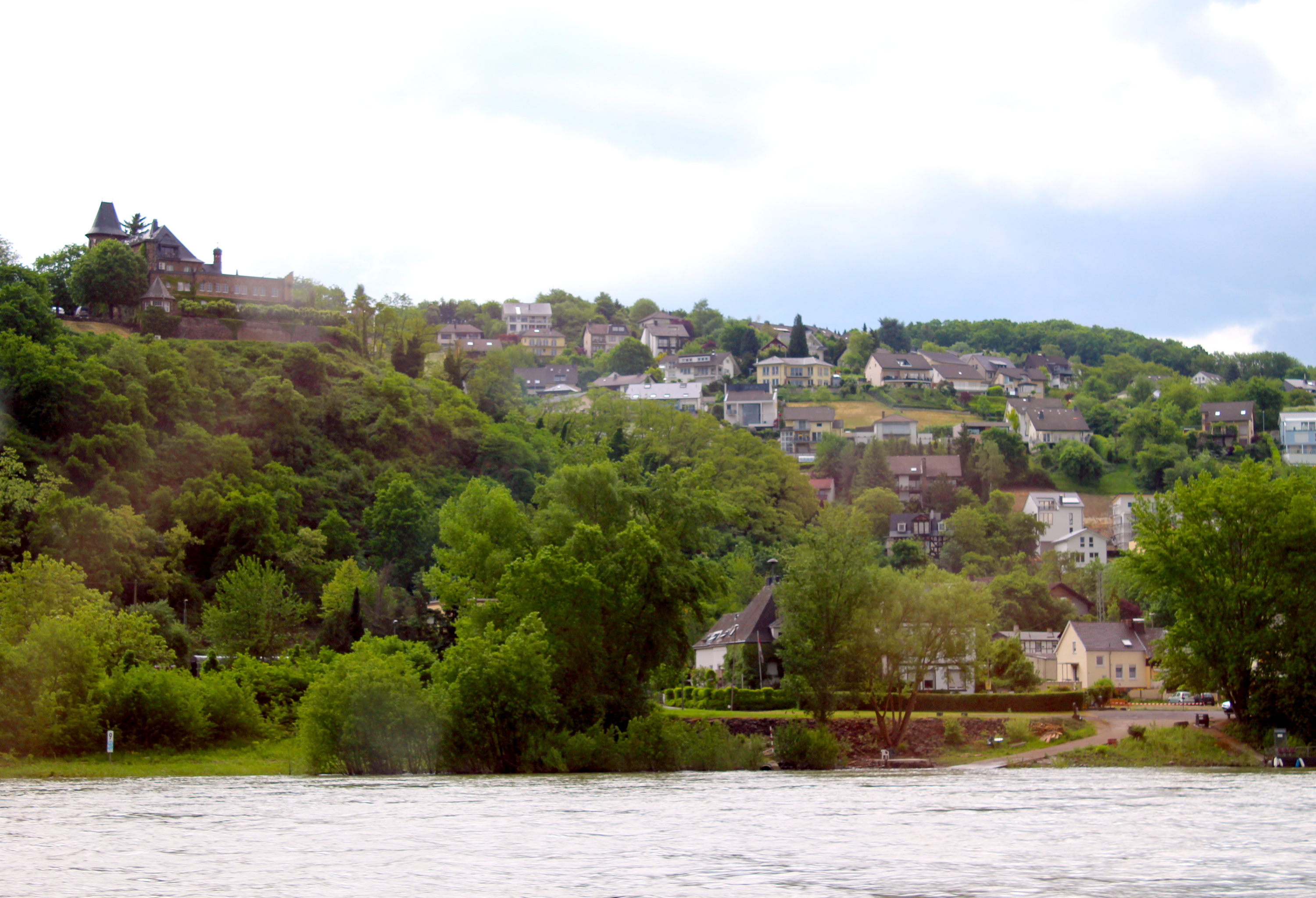
Ockenfels von Remagen

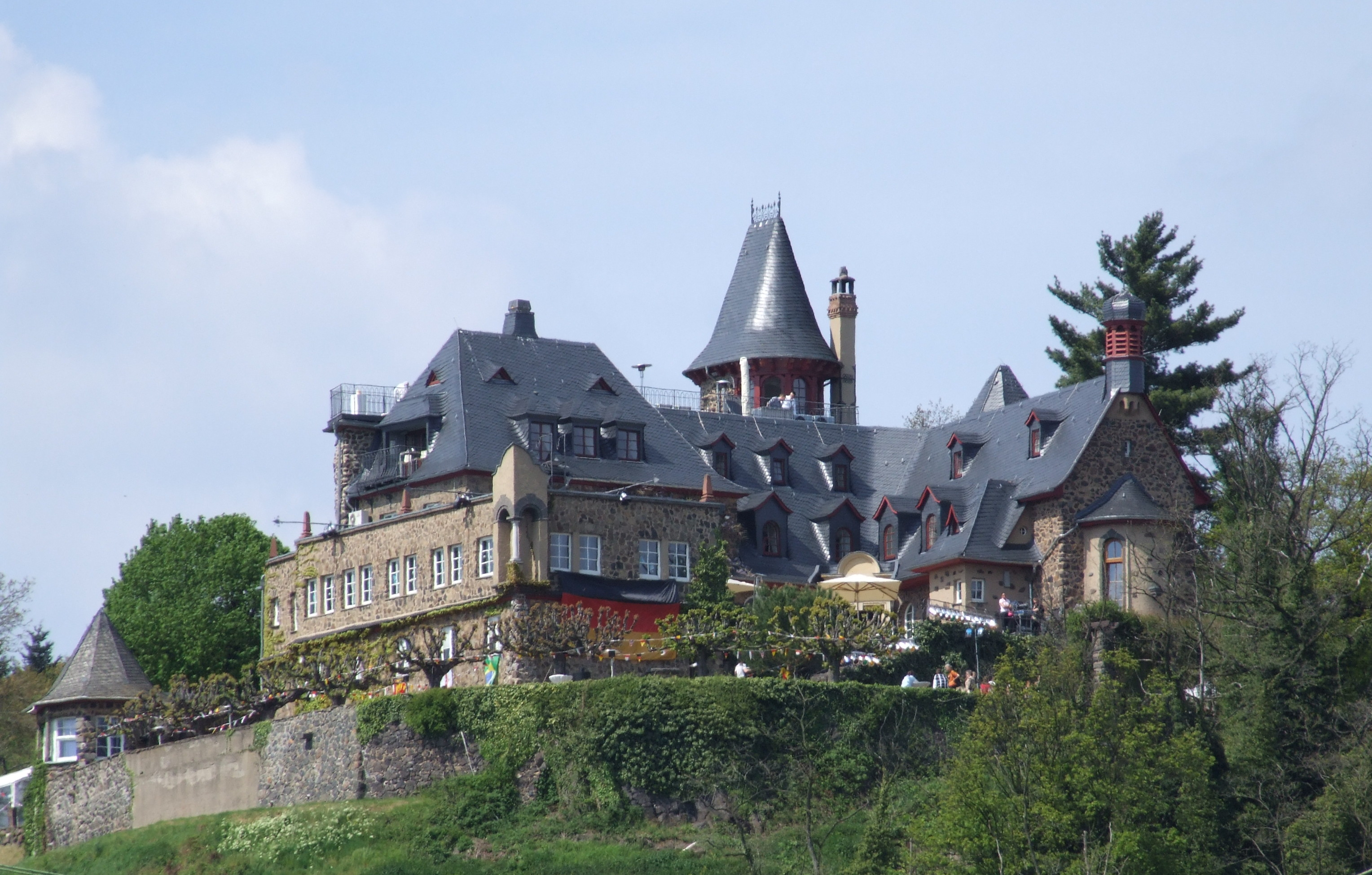
Burg Ockenfels

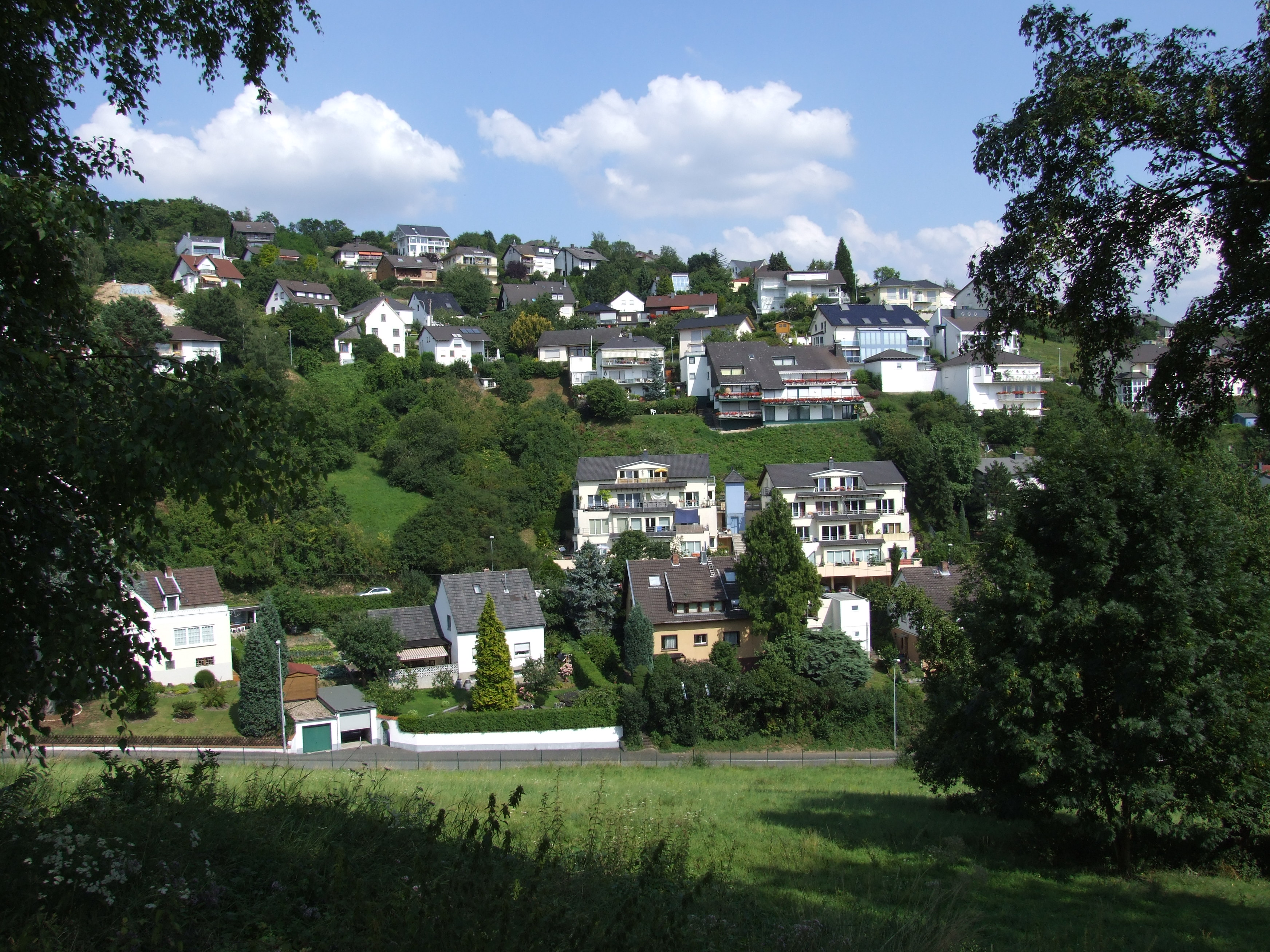
Ockenfels aus Burgstraße

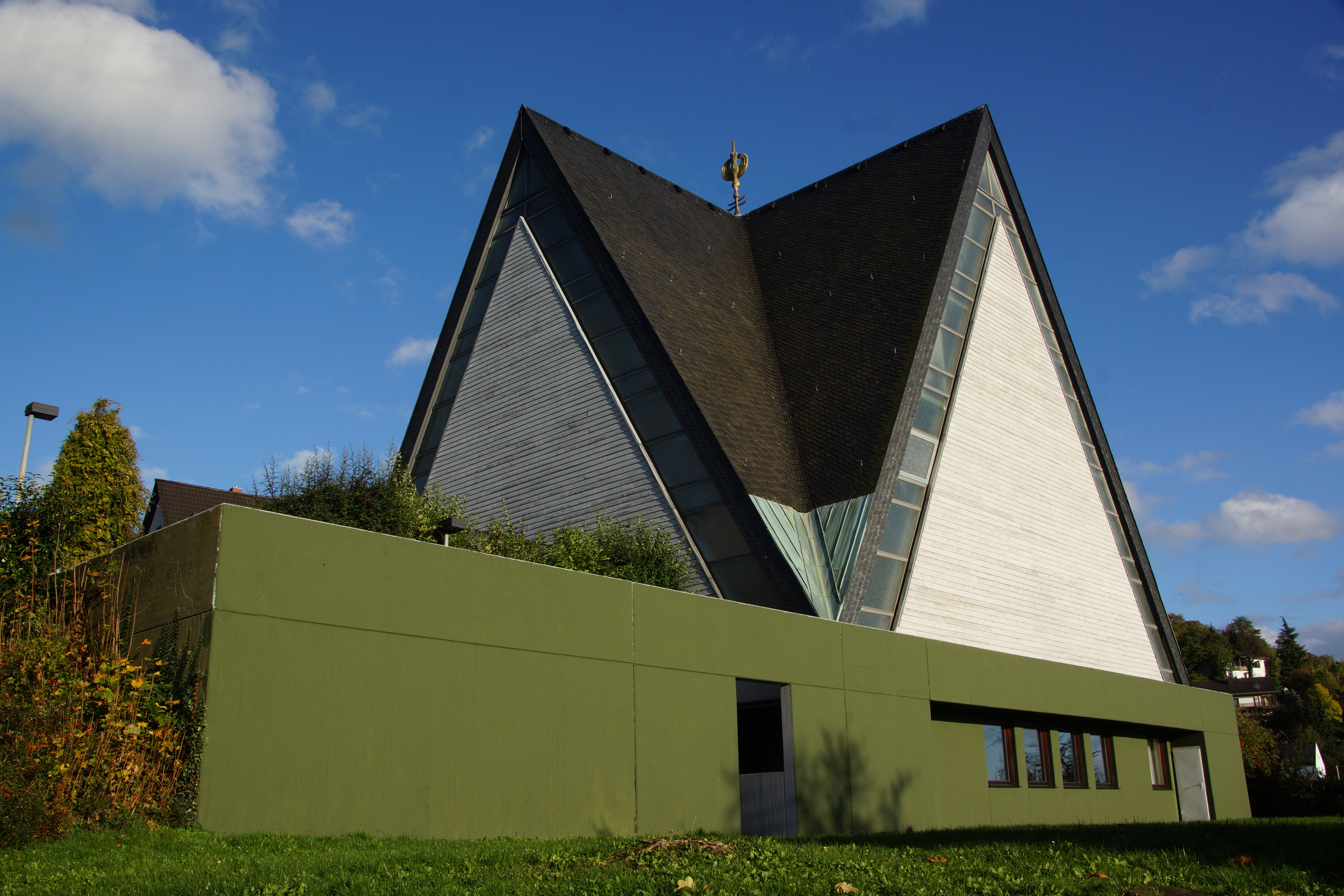
Dreifaltigkeitskirche

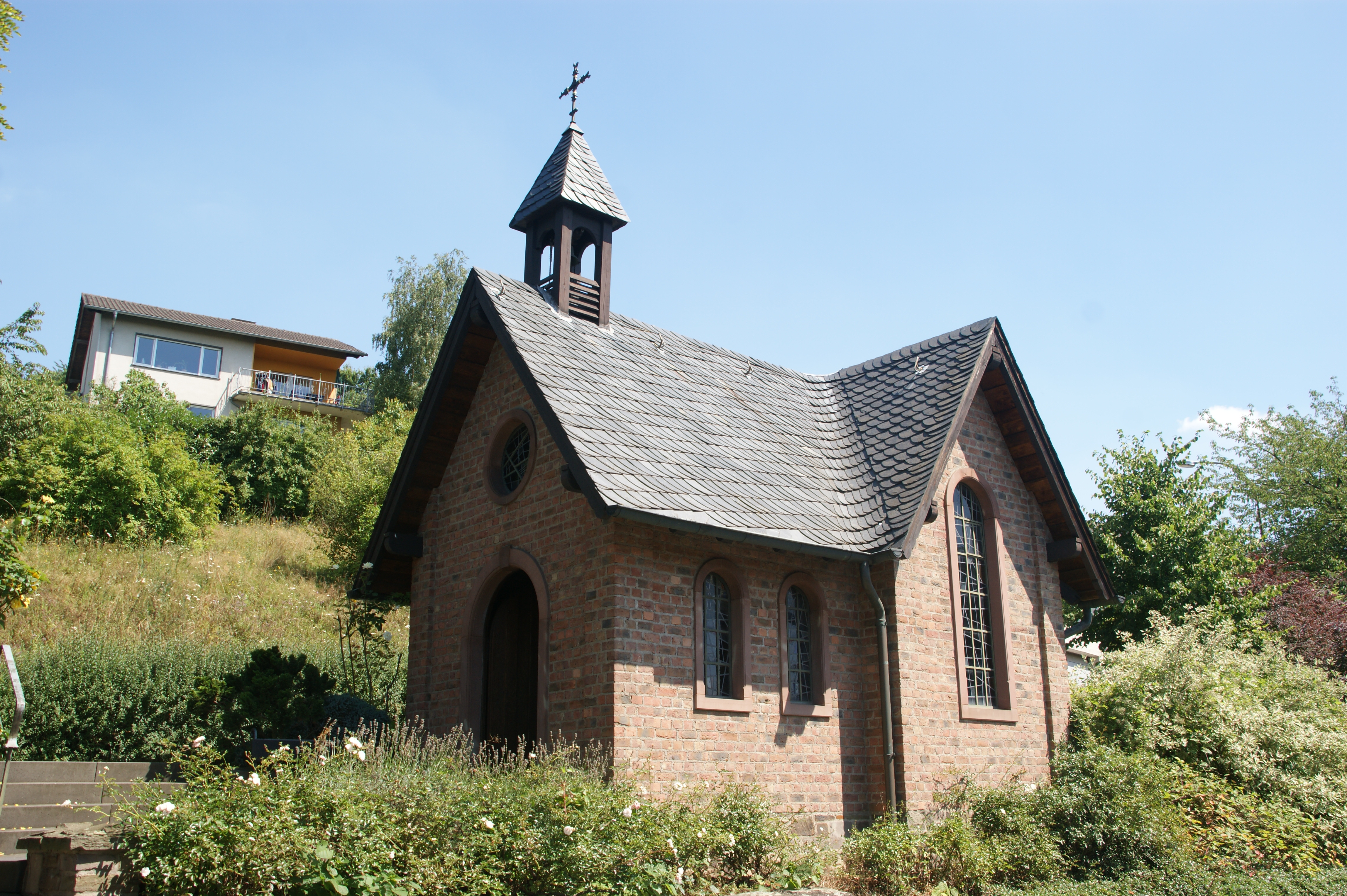
Kapelle „In der Mark“

Ockenfels ist eine Ortsgemeinde im Landkreis Neuwied im Norden von Rheinland-Pfalz. Sie gehört der Verbandsgemeinde Linz am Rhein an.

## Geographie
Ockenfels liegt im Naturpark Rhein-Westerwald und grenzt nördlich an das Gebiet der Stadt Linz am Rhein und südlich an die Gemeinde Kasbach-Ohlenberg. Der Ort liegt oberhalb des rechten Rheinufers auf einem von Südwesten nach Nordosten stark ansteigenden Gelände. Die Ortschaft umfasst Höhenlagen zwischen 80 m ü. NHN und 180 m ü. NHN. Das Gemeindegebiet reicht bis auf rund 200 m an den Rhein heran, naturräumlich lässt sich der Großteil mit dem Hauptort der Linzer Terrasse zuordnen, das östlich davon liegende Gebiet dem Rheinwesterwälder Vulkanrücken. Bei der Gemeinde liegt auf der Gemarkung von Linz am Rhein die Burg Ockenfels. Zu Ockenfels gehört der Wohnplatz Blumenau.
Zwar ist Ockenfels heute vor allem eine Wohngemeinde, seit einigen Jahren wird aber auch die Ansiedelung von gewerblichen Betrieben angestrebt.

## Geschichte
Der Ort wurde 1257 erstmals urkundlich erwähnt. Die heutigen Gemarkungsgrenzen von Ockenfels sind in ihren Grundzügen 1809 entstanden, als das Kirchspiel Linz aufgrund einer Nassauischen Verordnung in acht Gemarkungen aufgeteilt wurde. Die Gemeinde Ockenfels unterstand zunächst der Verwaltung des nassauischen Amtes Linz. Nachdem das Rheinland 1815 an das Königreich Preußen abgetreten wurde, wurde die Gemeinde 1816 dem neu gebildeten Kreis Linz (1822 in den Kreis Neuwied eingegliedert) zugeordnet und von der Bürgermeisterei Linz (ab 1927 „Amt Linz“) verwaltet.
Seit einer Neuordnung der Kataster von 1828 können nur noch geringe Grenzkorrekturen vorgenommen worden sein. Einer 1829 vorgelegten Beschreibung des Ockenfelser Gemeindebezirks ist zu entnehmen, dass in dem Dorf zu dem Zeitpunkt 300 Einwohner in 62 Wohnhäusern lebten, denen eine Kapelle und ein Schulhaus zur Verfügung standen.
Einwohnerentwicklung
Die Entwicklung der Einwohnerzahl von Ockenfels, die Werte von 1871 bis 1987 beruhen auf Volkszählungen:
| Jahr | Einwohner |
| ---- | --------- |
| 1815 | 272       |
| 1835 | 375       |
| 1871 | 375       |
| 1905 | 389       |
| 1939 | 423       |
| 1950 | 500       |
| 1961 | 601       |

| Jahr | Einwohner |
| ---- | --------- |
| 1970 | 798       |
| 1987 | 919       |
| 1997 | 1.075     |
| 2005 | 1.125     |
| 2011 | 1.028     |
| 2017 | 1.028     |
| 2023 | 1.044     |

## Politik

### Gemeinderat
Der Gemeinderat in Ockenfels besteht aus 16 Ratsmitgliedern, die bei der Kommunalwahl am 9. Juni 2024 in einer personalisierten Verhältniswahl gewählt wurden, und dem ehrenamtlichen Ortsbürgermeister als Vorsitzendem.
Die Sitzverteilung im Gemeinderat:
| Wahl | SPD | CDU | FDP | Gesamt   |
| ---- | --- | --- | --- | -------- |
| 2024 | 7   | 9   | –   | 16 Sitze |
| 2019 | 5   | 9   | 2   | 16 Sitze |
| 2014 | 6   | 9   | 1   | 16 Sitze |
| 2009 | 6   | 9   | 1   | 16 Sitze |
| 2004 | 4   | 12  | –   | 16 Sitze |

### Bürgermeister
Torsten Müller (SPD) wurde am 9. Juli 2024 Ortsbürgermeister von Ockenfels. Bei der Direktwahl am 9. Juni 2024 hatte er sich mit einem Stimmenanteil von 51,3 % gegen den bisherigen Amtsinhaber durchgesetzt.
Müllers Vorgänger Kurt Pape (CDU) hatte das Amt 2009 übernommen. Zuletzt bei der Direktwahl am 26. Mai 2019 wurde er mit einem Stimmenanteil von 56,64 % für weitere fünf Jahre in seinem Amt bestätigt.

### Wappen
| Wappen von Ockenfels | Blasonierung: „In Rot ein goldenes Glevenrad unter einem silbernen Schildhaupt mit einem bis an den Schildrand reichenden schwarzen Kreuz.“ |
| Wappen von Ockenfels | |

## Verkehr
In unmittelbarer Nähe der Gemeinde verläuft die Bundesstraße 42, die von Koblenz nach Bonn führt. Die nächste Autobahnanschlussstelle ist Bad Honnef/Linz an der A 3. Die Hauptzufahrt erfolgt von Linz am Rhein über die K11.
Der nächste Bahnhof ist Linz (Rhein) an der rechten Rheinstrecke. Das einzige öffentliche Verkehrsmittel der Ortsgemeinde ist das Anrufersammeltaxi Ockenfels – Linz.